# Luigi Cevenini
Luigi Cevenini, appelé aussi Cevenini III (né le 13 mars 1895 à Milan en Lombardie et mort le 23 juillet 1968 à Masano di Villa Guardia), est un footballeur international italien évoluant au poste d'attaquant, avant d'ensuite devenir entraîneur.

## Biographie
Jouant le plus souvent au poste d'attaquant gauche, il a évolué de 1912 à 1927 à l'Inter Milan, inscrivant en tout 156 buts en 190 matches avant de passer trois années à la Juventus (entre 1927 et 1930). À la Juve, il dispute son premier match le 25 septembre 1927 lors d'une défaite 2-1 contre Casale.
Il a également joué quelques matchs avec le Milan AC.
Surnommé Zizì (car très bavard et également pour sa langue fine), il est l'auteur de 17 buts dans les derbys milanais (Inter contre Milan AC) qu'il a disputé. Seul Giuseppe Meazza a fait mieux avec 20 buts.
En équipe d'Italie, Cevenini a marqué 11 buts en 29 sélections entre 1915 et 1929.
Des années plus tard, Il a entraîné l'AC Messine.

### La familleCevenini
Luigi Cevenini était appelé Cevenini III, car quatre de ses frères étaient également footballeurs professionnels :
- Aldo Cevenini (Cevenini I)
- Mario Cevenini (Cevenini II)
- Cesare Cevenini (Cevenini IV)
- Carlo Cevenini (Cevenini V)

## Carrière
| - 1911-1912 : Milan FBCC - 1912-1915 : Inter Milan - 1915-1919 : Milan FBCC - 1919-1921 : Inter Milan - 1921-1922 : US Novese - 1922-1927 : Inter Milan - 1927-1930 : FBC Juventus |  | - 1930 : AC Messine - 1934-1935 : AC Comense - 1939 : US Arezzo |

## Palmarès
| Inter Milan - Championnat d'Italie (1) : - Champion : 1920-21. |  | US Novese - Championnat d'Italie (1) : - Champion : 1921-22 (FIGC). |